# 542 Susanna
542 Susanna è un asteroide della fascia principale del diametro medio di circa 41,57 km. Scoperto nel 1904, presenta un'orbita caratterizzata da un semiasse maggiore pari a 2,9089810 UA e da un'eccentricità di 0,1401353, inclinata di 12,06311° rispetto all'eclittica.
Il suo nome è dedicato ad un'amica di uno degli scopritori, Paul Götz.